# Charzyno
Charzyno (niem. Garrin) – wieś sołecka w Polsce położona w województwie zachodniopomorskim, w powiecie kołobrzeskim, w gminie Siemyśl.
Według danych z 31 grudnia 2013 r. Charzyno miało 898 mieszkańców.

## Położenie

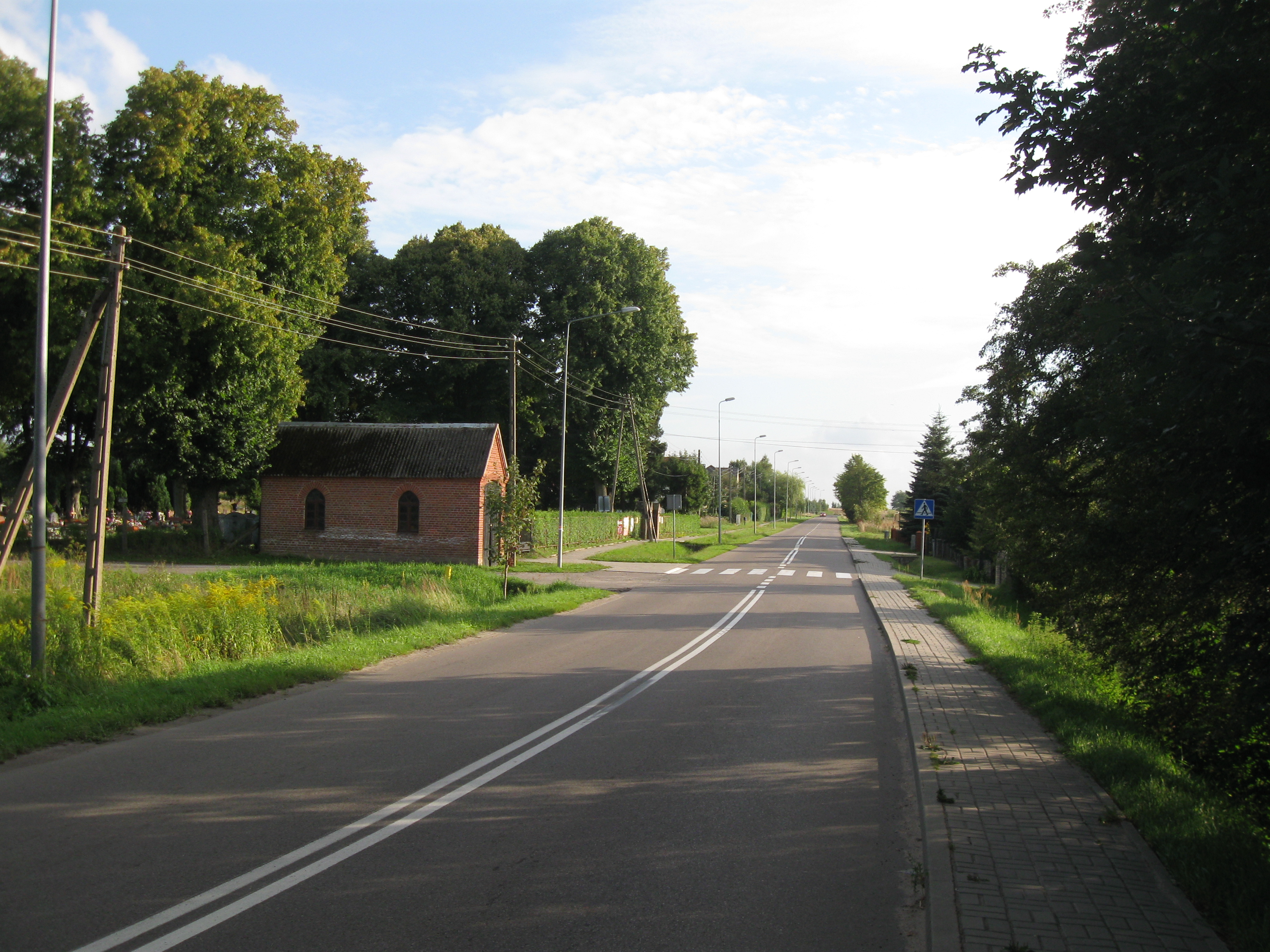
Charzyno – ul. Wojska Polskiego – wyjazd w kierunku Siemyśla

Charzyno leży przy drodze powiatowej Rościęcino – Rzesznikowo, ok. 11 km na południe od Kołobrzegu i ok. 6 km na północ od Siemyśla.

## Historia
Po raz pierwszy Charzyno zostało odnotowane w dokumentach z przełomu 1219 i 1220 r. jako Charin. Później wieś stanowiła własność kapituły kołobrzeskiej. Po pokoju westfalskim i podziale księstwa pomorskiego wieś wchodziła w skład Brandenburgii, potem Prus i Niemiec. Miejscowi chłopi posiadali większość gruntów już w połowie XIX w. (niewielka część pozostała w rękach kościelnych). Gwałtowny rozwój Charzyna nastąpił na przełomie XIX i XX w. – w 1910 r. liczyło ono 939 mieszkańców, a w 1925 r. – 910 mieszkańców. Było siedzibą zarówno parafii ewangelickiej, jak i gminy, obejmującej również Ząbrowo, Ołużnę i Rościęcino. Podczas zdobywania Kołobrzegu w dn. 8–9 marca 1945 r. we wsi stacjonował sztab 3 Dywizji Piechoty. Po 1945 r. w granicach Polski, w latach 1946–1954 siedziba gminy Charzyno. W latach 1954–1972 wieś należała i była siedzibą władz gromady Charzyno. W latach 1950–1998 Charzyno administracyjnie należało do województwa koszalińskiego.

## Zabytki
- Kościół parafialny pw. św. Franciszka z Asyżu, neogotycki, z XIX w. W środku zachowany ołtarz w formie poliptyku[9].
- Obelisk postawiony w 20 rocznicę zdobycia Kołobrzegu w 1965 r. w celu upamiętnienia pobytu we wsi sztabu 3 Dywizji Piechoty w dn. 8–9 marca 1945 r.[10]

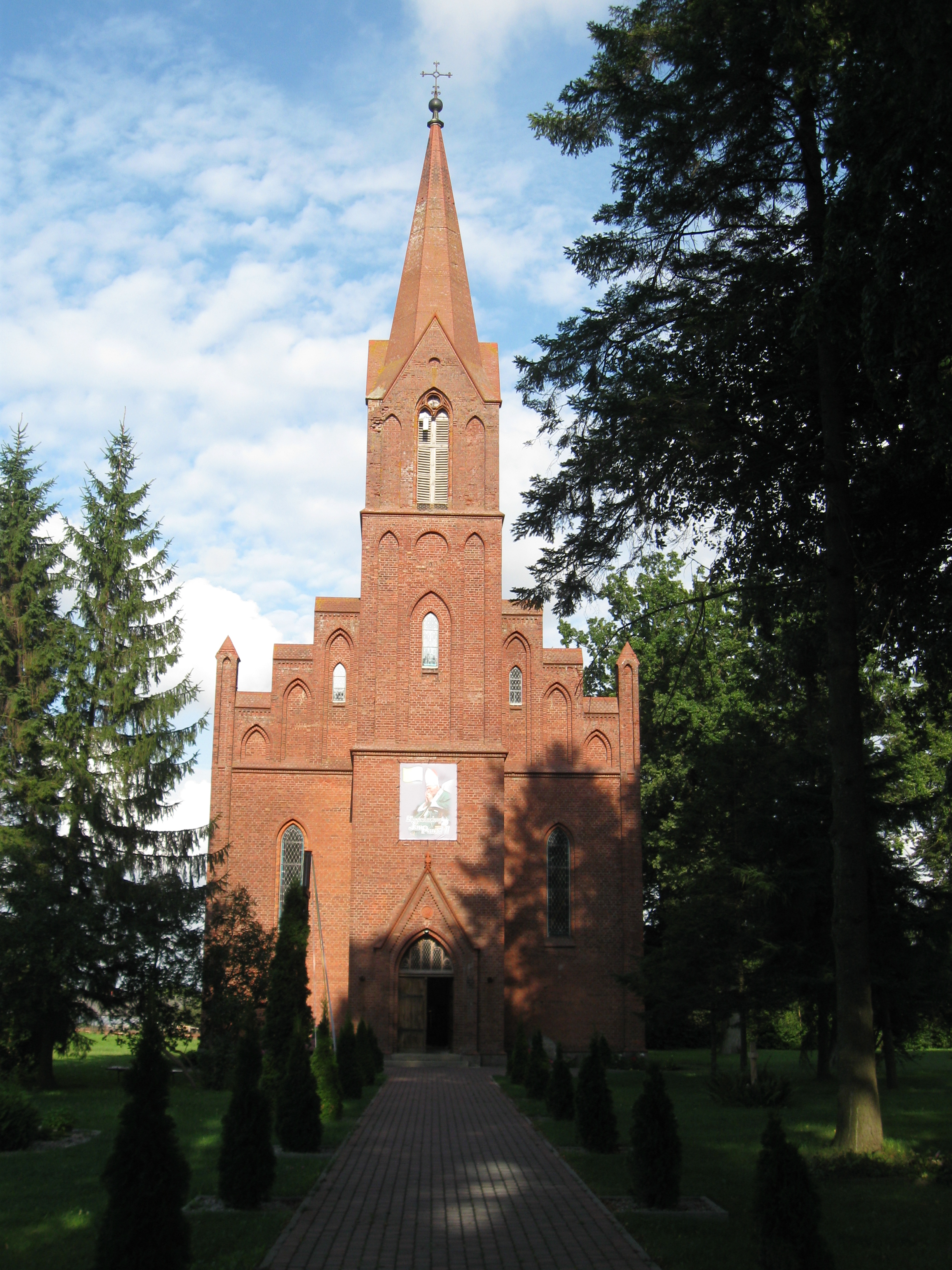
Kościół parafialny pw. św. Franciszka z Asyżu w Charzynie

## Oświata
We wsi znajduje się Publiczna Szkoła Podstawowa im. Armii Krajowej.

## Wspólnoty religijne
Charzyno jest siedzibą parafii pw. św. Franciszka z Asyżu, wchodzącej w skład dekanatu Gościno.

## Bezpieczeństwo
W Charzynie funkcjonuje Ochotnicza straż pożarna.

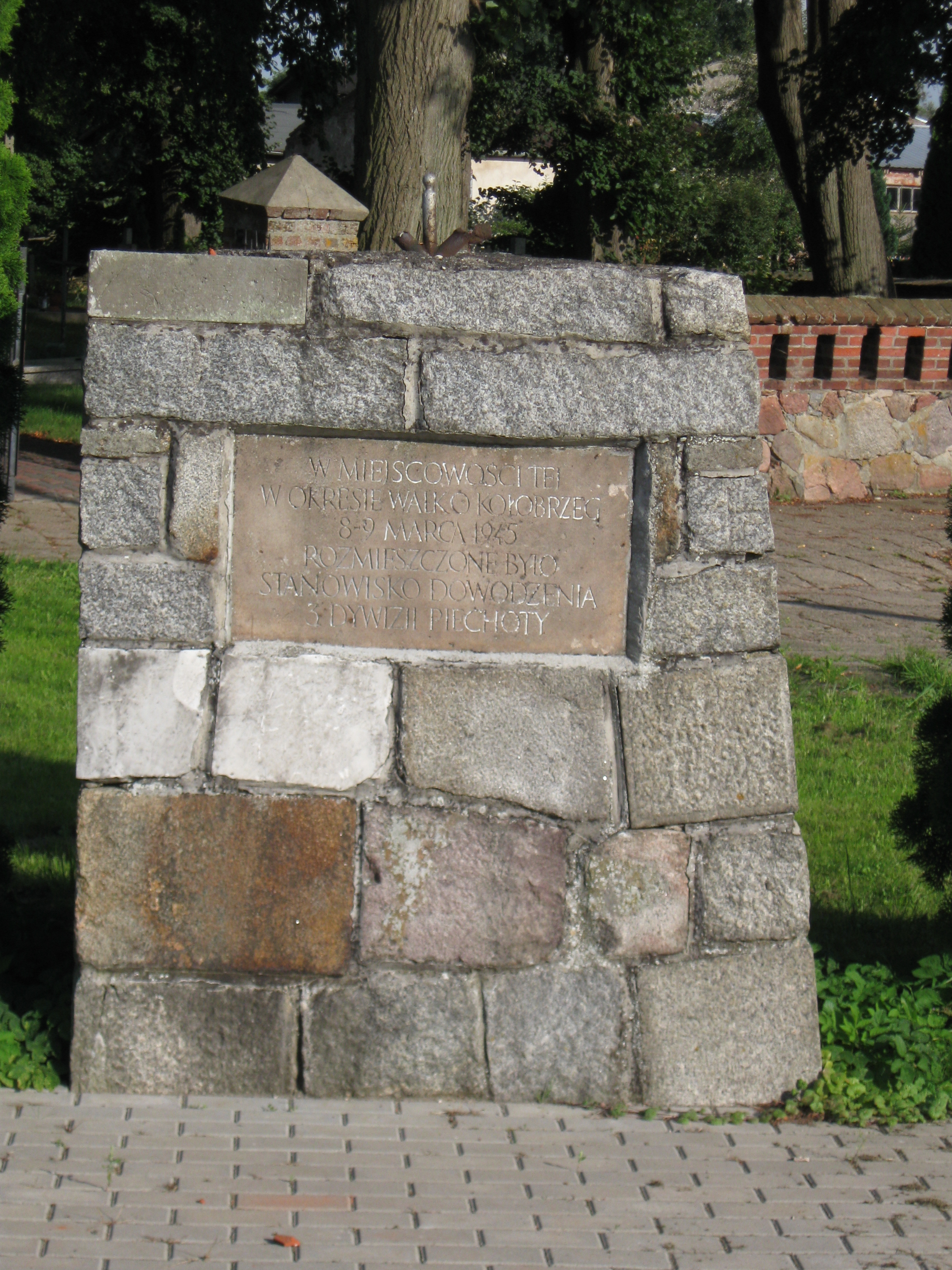
Obelisk w Charzynie upamiętniający pobyt sztabu 3 DP podczas bitwy o Kołobrzeg 8–9 marca 1945 r.

## Transport
Na terenie wsi znajdują się 2 przystanki autobusowe (jeden w samej miejscowości, drugi na kolonii w kierunku Siemyśla). Połączenie autobusowe z Kołobrzegiem jest obsługiwane przez kilku przewoźników. Przez Charzyno przebiegają również linie autobusowe do Rymania, Szczecina, Karlina, Białogardu i Gościna.
W 1895 r. doprowadzono do Charzyna linię kolei wąskotorowej z przystankiem Charzyno. W ramach Kołobrzeskiej Kolei Wąskotorowej pociągi kursowały do Gościna, Kołobrzegu, Gryfic i Rymania. W 1961 r. przestały kursować pociągi pasażerskie i towarowe zarówno do Kołobrzegu, jak i do Gościna. Linię wkrótce potem rozebrano.

## Turystyka
Obecnie w miejscu dawnego podkładu kolejowego znajduje się ścieżka rowerowa („Szlakiem po nasypie kolejki wąskotorowej”) z Gościna przez Ząbrowo do Zieleniewa i Kołobrzegu, biegnąca wzdłuż północnego skraju wsi.